# Књижевно регионално окупљање које отклања досаду и летаргију
Књижевно регионално окупљање које отклања досаду и летаргију или КРОКОДИЛ фестивал је који организује удружење Крокодил у Београду од 2009. године када је и оно основано.

## Појам
К.Р.О.К.О.Д.И.Л. је акроним на српском језику и значи: Књижевно Регионално Окупљање Које Отклања Досаду И Летаргију

## Историјат
Године 2009. основано је удружење КРОКОДИЛ и започело с радом првим годишњим књижевним фестивалом КРОКОДИЛ који је одржан у Београду. Примарно замишљен као регионална платформа Фестивал је убрзо добио међународне обрисе. Као фестивал који је по природи годишњи и који се одржава сваке године средином јуна на амфитеатру испред Музеја историје Југославије, израстастао је у један од најистакнутијих и најпосећенијих књижевних догађаја у региону бивше Југославије.

## О фестивалу
Фестивал КРОКОДИЛ је угледна и кредибилна књижевна платформа која писцима пружа могућност да представе свој рад пред широком публиком. Фестивал КРОКОДИЛ појачава видљивост оних аутора који на њему учествују и то не само у Србији већ и у иностранству. Управо је због тога фестивал КРОКОДИЛ изузетно посећен од стране издавача, публициста, уредника културних секција различитих медија И других стручњака у овој области.
У амфитеатру испред Музеја Југославије смењивају се читања, софа интервјуи, онлајн укључења и видео-пројекције. фестивал КРОКОДИЛ организује разнолике трибине које се баве најактуелнијим друштвено-политичким темама из перспективе културе.
Последњих година Фестивал КРОКОДИЛ има и хуманитарни карактер. На последњем издању фестивала Крокодила прикупљена су средства за помоћ онима који су, после разорне експлозије у главном граду Либана, остали без елементарних животних услова.
На фестивалу се окупљају писци, колумнисти, музичари и уметници с простора бивше Југославије, али и из Западне Европе. Током тродневног програма испред Музеја историје Југославије, заједно са публиком, против досаде боре се читањем и певањем. 
Поред редовних гостовања истакнутих писаца и других уметника из земље, региона и иностранства, одликују га иновативно коришћење мултимедије у циљу обогаћивања јавног читања, динамичан ритам, изразита савременост те обимна, и заинтересована публика уз изврсне посете од преко 1000 људи по вечери.
Веома брзо након оснивања Удружење КРОКОДИЛ се јединственошћу, оригиналношћу али пре свега напорним и преданим радом свог тима, нашло и на европској књижевној сцени као организатор или коорганизатор значајних књижевних програма.
Неки од њих су:
- програмско представљање Србије на Међународном сајму књига у Лајпцигу,
- учешће фестивала КРОКОДИЛ на познатом швајцарском фестивалу култура “Culturescapres”,
- гостовања у Загребу, Љубљани, Пули, затим на Косову кроз пројекат “Neighbors” и заједнички српско-албански књижевни фестивал “Do you read me?”,
- редовна сарадња и фестивалска размена с “Littfestom”, најзначајнијим шведским књижевним фестивалом који се сваке године одржава у северном граду Умеа
- учешће у великом паневропском пројекту “OMNIBUS-READING TOUR” итд.[1]

## Тим Крокодила
Тим Крокодила чине:
- Владимир Арсенијевић - Председник и креативни директор/Члан Управног одбора
- Милена Берић - Комуникације, развој и спољни послови/Чланица Управног одбора
- Милан Аднађ - Администрација и финансије
- Јасминка Петровић - Спољни сарадник на програмима за децу
- Милица Јоксимовић - Комуникације
- Александра Ђонин - Продуценткиња/КРОКОДИЛов Центар
- Сара Мандић - Координаторка пројеката
- Оливера Митић - Практиканткиња у сектору комуникација
- Анђела Ђурић - Практиканткиња
- Јелена Радосављевић - Менаџерка КРОКОДИЛовог Центра и сарадница у сектору комуникација
- Јелена Бабић Барнес - Сарадница на европским пројектима
- Bronwyn Scott-McCahren - Практиканткиња[2]

## Одржани фестивали
До сада је одржано дванаест издања Крокодил фестивала.
- Први фестивал КРОКОДИЛ - одржан је од 4. до 6. јуна 2009. године

Учествовали су: Ведрана Рудан, Владимир Арсенијевић, Марко Видојковић, Кебра, Дуле Недељковић, Бетон, Горица Нешовић, Јелица Грегановић, Ламија Бегагић, Нада Гашић, Маша Колановић, Саша Димоски, Ненад Стипанић, Емир Имамовић Пирке, Борис Дежуловић, Предраг Луцић, Предраг Црнковић, Роберт Перишић, Веселин Гатало, Ах, Ахилеј, Орге и Хоркестар.
- Други фестивал КРОКОДИЛ - одржан је од 10. до 12. јуна 2010. године

Учествовали су: Дамир Каракаш, Бора Ћосић, Зоран Ферић, Филип Давид, Беким Сејрановић, Петар Луковић, Славољуб Станковић, Ћићо Сењановић, Звонко Карановић, Оља Савичевић Иванчевић, Петер Адолфсен, Селведин Авдић, K.O.F.Y.
- Трећи фестивал КРОКОДИЛ - одржан је од 16. до 18. јуна 2011. године

Учествовали су: Барби Марковић, Саша Илић, Милош Живановић, Клеменс Мајер, Ивана Сајко, Иван Чоловић, Мирко Ковач, Ренато Баретић, Балша Брковић, Александар Станковић, Владо Булић, Фарук Шехић, Светислав Басара, Горан Војновић, Предраг Луцић, Keckec & The Fluffers, Краљ Чачка и Горибор.
- Четврти фестивал КРОКОДИЛ - одржан од 13. до 15. јуна 2012. године

Учествовали су: Andres Barba, Thomas Glavinic, Joerg Albrecht, Daniela Seel, Сретен Угричић, Зоран Ферић, Дамир Авдић, Теа Тулић, Едо Поповић, Владимир Пиштало, Мирјана Новаковић, Славенка Дракулић, Valerie Fritsch, Ласло Вегел, Угљеша Шајтинац, Мирјана Ђурђевић, Игор Штикс и бенд Арбе Гарбе.
- Пети фестивал КРОКОДИЛ - одржан од 13. до 15. јуна 2013. године

Учествовали су: Мухарем Баздуљ, Анте Томић, Теофил Панчић, Љубомир Живков, Amitz Dulniker, Njuz.net, Владимир Арсенијевић, Мелинда Нађ Абоњи, Sylvain Prudhomme, Желимир Жилник, Абдулах Сидран, Rodolphe Burger, Ах, Ахилеј и Марко Брецељ.
- Шести фестивал КРОКОДИЛ - одржан од 12. до 14. јуна 2014. године

Учествовали су: Александар Хемон, Орнела Ворпси, Filip O’Kjalah, Алида Бремер, Силвија Монрос, Ненад Величковић, Дамир Авдић, Даша Дрндић, Александр Зограф, Ервина Хаљиљи, Корина Сабау, Срећко Хорват, Шкељзен Малићи, Биљана Србљановић, Мики Манојловић, Енвер Петровц, Зоран Кесић и Njuz.net, бенд ЕПП-.
- Седми фестивал КРОКОДИЛ - одржан од 12. до 13. јуна 2015. године

Учествовали су: Дубравка Угрешић, Лазар Стојановић, Андреј Николаидис, Филип Давид, Алек Попов, Марко Погачар, Драгана Младеновић, Марко Томаш, Бојан Бабић, Бранко Росић, Мигел Родригес Андреу, Пернила Берглунд, Мике Берглунд, Стив Сем-Сандберг, Владимир Арсенић, Душан Шапоња и Душан Чавић.
- Осми фестивал КРОКОДИЛ - одржан од 24. до 27. јуна 2016. године

Учествовали су: Светислав Басара, Румена Бужаровска, Ален Мешковић, Владимир Табашевић, The Books of Knjige, Педро Роза Мендеш, Срђан Срдић, Дубравка Стојановић, Тања Ступар Трифуновић, Циклотрон / Марка Жвака, Оливер Фрљић, Желимир Жилник, Njuz.net и Штјепан Кучера, као и учесници књижевне турнеје “Омнибус”: Штефани Заргнагел, Андреас Тимотеу, Кристина Посиловић, Суви Вали, Даниела Зел, Улрих Шлотман, Стивен Џеј Фаулер, Рузана Воскањан, Александер Михојц, Константинос Папагеоргиу, Ингмара Балоде, Ханеле Микаела Таивасало, Ирини Маргарити, Хенрика Тави, Ах, Ахилеј, Ђорђе Бранковић.
- Девети фестивал КРОКОДИЛ - одржан од 16. до 18. јуна 2017. године

Учествовали су: Ламија Бегагић, Светлана Слапшак, Зоран Ферић, Иван Ивањи, Срђан Карановић, Игор Штикс, Сњежана Кордић, Ерленд Лу, Драган Марковина, Теофил Панчић, Борка Павићевић, Оља Савичевић Иванчевић, Свен Поповић, Горан Тарлаћ, Слободан Тишма, Лордан Зафрановић и Александар Зограф, Круно Локотар, Мима Симић, Владимир Арсенић, Иван Велисављевић, Драган Кремер, Радио: Мјехур на мрежи.
- Десети фестивал КРОКОДИЛ - одржан од 15. до 18. јуна 2018. године

Учествовали су: Мира Фурлан, Светлана Слапшак, Игор Штикс, Дубравка Угрешић, Ведрана Рудан, Марко Видојковић, Абдулах Сидран, Дубравка Стојановић, Марко Шелић, Дејан Атанацковић, Борис Дежуловић, Njuz.net/NewsBar, Ах Ахилеј, Краљ Чачка, Бојана Вунтуришевић и многи други.
- Једанаести фестивал КРОКОДИЛ - одржан од 7. до 9. јуна 2019. године

Учествовали су: Ласло Краснахоркаи, Светислав Басара, Горан Марковић, Миљенко Јерговић, Зоран Кесић, Владимир Табашевић, Георги Господинов, Лана Басташић, Јан Вагнер, Бојан Бабић, Ана Ристовић, Румена Бужаровска, Марија Барнас и многи други.
- Дванаести фестивал КРОКОДИЛ - одржан од 28. до 30. августа 2020. године

Учествовали су: Лана Басташић, Лејла Каламујић, Радмила Петровић, Аделина Тершани, Ана Вучковић, Милица Вучковић, Маша Колановић, Сузана Тратник, Оља Савичевић Иванчевић, Магдалена Блажевић, Румена Бужаровска, Јасна Димитријевић, Биљана Ђурђевић, Сенка Марић, Маша Сеничић, Тања Ступар Трифуновић, Луиза Бухарова, Моника Херцег, Светлана Слапшак, Љубица Гојгић, Игор Штикс, Урош Крчадинац, Флориан Бибер, Катарина Пеовић, Борис Буден, Јелисавета Благојевић, Михал Козловски, Мигел Роан, Миа Давид, Божена Јелушић, Андреј Николаидис, Филип Балуновић, Игор Штикс, Дубравка Стојановић, Владимир Симовић, Олга Кавран, Силвија Монрос, Николета Косовац, Јелена Ђураиновић, Милена Берић и Владимир Арсенијевић.